# Białogrzybówka ługowata
Białogrzybówka ługowata (Atheniella delectabilis (Peck) Lüderitz & H. Lehmann) – gatunek grzybów z rodziny grzybówkowatych (Mycenaceae).

## Systematyka i nazewnictwo
Pozycja w klasyfikacji według Index Fungorum: Atheniella, Mycenaceae, Agaricales, Agaricomycetidae, Agaricomycetes, Agaricomycotina, Basidiomycota, Fungi.
Po raz pierwszy takson ten opisał go w 1875 r. Charles Horton Peck, nadając mu nazwę Agaricus delectabilis. Obecną nazwę nadali mu M. Lüderitz i H. Lehmann w 2018 r.
Ma 12 synonimów. Niektóre z nich:
- Delicatula delectabilis (Peck) Kühner & Romagn. 1953
- Hemimycena delectabilis (Peck) Singer 1943
- Marasmiellus delectabilis (Peck) Singer 1951[2].

F. Kwieciński w 1896 r. nadał mu polską nazwę pępkowiec wysmukły, Władysław Wojewoda w 2003 r. zmienił ją na białogrzybówka ługowata. Obydwie nazwy są niespójne z aktualną nazwą naukową.

## Morfologia
Kapelusz
Średnica 3–8 mm, kształt początkowo półkulisty do wypukłego z nieco podwiniętym i falistym brzegiem, później niemal płaski z lekko wklęsłym lub garbkowatym środkiem i prostym brzegiem, higrofaniczny; w stanie wilgotnym przezroczyście prążkowany na brzegu. Powierzchnia u młodych okazów biała, u starszych żółtawa, naga lub delikatnie owłosiona.
Blaszki
Dobrze rozwinięte, dochodzące do brzegu kapelusza i nieco zbiegające na trzon, rzadkie, białe.
Trzon
Wysokość 8–15 mm, grubość 0,5–1,5 mm, bardzo smukły, cylindryczny lub lekko rozszerzony u nasady, prosty. Powierzchnia drobno owłosiona, u podstawy z białą grzybnią.
Cechy mikroskopowe
Zarodniki 7,6–9,5 × 3,8–5 μm, Q = 1,9, szeroko elipsoidalne lub nieco łezkowate, cienkościenne, szkliste. Podstawki 27–33 × 7–8 μm, 4-zarodnikowe lub 2-zarodnikowe, maczugowate ze sprzążkami bazalnymi. Cystydy 27–45 × 6,5–12 μm, butelkowate, wrzecionowate z długą szyją, szkliste, cienkościenne lub lekko grubościenne. Skórka typu cutis, składająca się z promieniście rozmieszczonych, szklistych, cienkościennych, cylindrycznych strzępek o szerokości do 6,5 μm z licznymi, torbielowatymi naroślami o długości do 25 μm i szerokości 5 μm. Pileocystyd brak. Kaulocystydy 15–55 × 5,5–11 μm, skąpe lub liczne, o zmiennym kształcie, cylindryczne, wrzecionowate, maczugowate lub butelkowate, czasem z półkulistym wierzchołkiem, szkliste, cienkościenne. Na strzępkach są sprzążki.

## Występowanie i siedlisko
Występuje głównie w Europie i jest tu szeroko rozprzestrzeniony. Opisano występowanie tego gatunku także na nielicznych stanowiskach w Ameryce Północnej i Azji. W Polsce W. Wojewoda w 2003 r. przytoczył około 10 stanowisk. Znajduje się na Czerwonej liście roślin i grzybów Polski. Ma status V – gatunek narażony, który prawdopodobnie w najbliższej przyszłości przesunie się do kategorii wymierających, jeśli nadal będą działać czynniki zagrożenia.
Grzyb saprotroficzny. Występuje w lasach i nad brzegami strumieni na opadłych gałęziach drzew, zwłaszcza jodły pospolitej, oraz na opadłych liściach lepiężnika.